# Zvonice (Brno-Slatina)
Zvonice v Brně-Slatině (nesprávně označovaná jako kaple svatého Floriána) je barokní zvonice, nacházející se na východním okraji Přemyslova náměstí v městské části Brno-Slatina.

## Historie
Obecní zvonici dal na prosby slatinských občanů roku 1703 podle projektu stavitele Domenica Martinelliho postavit majitel líšeňského panství Norbert Leopold Libštejnský z Kolovrat. Základní kámen byl položen 28. června 1703 a již 4. října byla vysvěcena. Jedná se o otevřenou stavbu s půdorysem trojúhelníku s uříznutými rohy. Nad středem zvonice, zaklenuté lunetami, se nachází lucerna se zvonem. V rohových pylonech stojí v nikách tři sochy v životní velikosti, svatého Floriána, svatého Václava a svatého Leopolda.
Roku 1803 byla zvonice restaurována a původní zvon byl nahrazen novým, který byl později v roce 1876 přelit. V roce 1846 byla zvonice poškozena při bouři.
Od roku 1964 je zvonice památkově chráněna.

## Současnost
Z objektu se stal symbol Slatiny, odkud zvoník vyzvání zemřelým na jejich poslední cestu (zvon tak slouží pouze jako umíráček). K liturgickým účelům se nevyužívá, protože stojí na dopravně příliš frekventovaném místě (silniční průtah Slatinou). Vnitřek zvonice chrání mříž jako obrana před vandaly.